# Wiktorija Jurjewna Schilinskaite
Wiktorija Jurjewna Schilinskaite (russisch Виктория Юрьевна Жилинскайте, wiss. Transliteration Viktorija Jur'evna Žilinskajte; litauisch Žilinskaitė; * 6. März 1989 in Urai) ist eine russische Handballspielerin.

## Karriere
Wiktorija Schilinskaite spielte ab 2004 beim russischen Verein GK Ufa-Alissa. Vier Jahre später schloss sich die Rückraumspielerin dem russischen Erstligisten GK Lada Toljatti an, mit dem sie 2012 und 2014 den EHF-Pokal gewann. Im Sommer 2014 unterschrieb sie einen Vertrag beim Ligakonkurrenten GK Astrachanotschka. Mit Astrachanotschka gewann sie 2016 die russische Meisterschaft. Anschließend wechselte sie zu GK Kuban Krasnodar. 2019 schloss sie sich dem russischen Erstligisten PGK ZSKA Moskau an. Nach einer Saison in Moskau kehrte sie zu Kuban Krasnodar zurück.
Schilinskaite gehört dem Kader der russischen Nationalmannschaft an. Mit Russland gewann sie 2009 die Goldmedaille bei der Weltmeisterschaft und 2008 die Bronzemedaille bei der Europameisterschaft. Im Sommer 2012 nahm sie an den Olympischen Spielen in London teil. Bei den Olympischen Spielen 2016 in Rio de Janeiro gewann sie die Goldmedaille.

## Sonstiges
Ihre Zwillingsschwester Jana spielt ebenfalls professionell Handball.